# Коростелёв, Олег Петрович
Олег Петрович Коростелёв (укр. Олег Петрович Коростельов; род. 9 ноября 1949, Кировоград, Украинская ССР) — украинский учёный, специалист в области автоматизированного контроля авиационной спецтехники и управляемых устройств высокоточного оружия. Доктор технических наук (2008), профессор, член-корреспондент Национальной Академии наук Украины (май 2021). Генеральный конструктор — генеральный директор конструкторского бюро «Луч» (с 2003). Герой Украины (2020), Национальная легенда Украины (2024).

## Награды
Олег Коростелёв был удостоен следующих званий, наград и премий:
- Звание Герой Украины, с вручением ордена Державы (22 августа 2020) — «за выдающиеся личные заслуги в укреплении обороноспособности и промышленного потенциала Украинского государства, разработку новейших образцов вооружения»[1];
- Орден «За заслуги» I степени (2 мая 2018) — «за выдающийся личный вклад в развитие оборонно-промышленного потенциала Украины, создание современных образцов ракетного вооружения»[2];
- Орден «За заслуги» II степени (21 августа 2015) — «за значительный личный вклад в государственное строительство, консолидацию украинского общества, социально-экономическое, научно-техническое, культурно-образовательное развитие Украины, активную общественную деятельность, весомые трудовые достижения и высокий профессионализм»[3];
- Орден «За заслуги» III степени (19 августа 2008) — «за значительный личный вклад в социально-экономическое, культурное развитие Украинского государства, весомые трудовые достижения и по случаю 17-й годовщины независимости Украины»[4];
- Заслуженный машиностроитель Украины (24 сентября 2004) — «за многолетний самоотверженный труд, создание и освоение уникальной отечественной техники, высокий профессионализм»[5];
- Национальная легенда Украины (21 августа 2024) — «за выдающиеся личные заслуги в становлении независимой Украины и укреплении её государственности, защите Отечества и служении Украинскому народу, весомый вклад в развитие национального искусства, спорта, здравоохранения, плодотворную благотворительную и общественную деятельность»[6].